# José Berghmans
José Berghmans (15 de julio de 1921 - 8 de mayo de 1992) fue un compositor francés de origen belga.

## Biografía
En Bélgica, José Berghmans estudió armonía, contrapunto, fuga e instrumentación con el pedagogo Francis de Bourguignon. Su primera intención fue ser director de orquesta y con esa intención ingresó al Conservatorio nacional superior de música de París en donde en las clases de análisis y estética de Olivier Messiaen y composición de Tony Aubin obtuvo el 1.er. premio de análisis en 1951 y el 1.er. premio de composición en 1952.
A medida que profundizó sus estudios, Berghmans se apasionó por la composición, dejando de lado la dirección de orquesta. Lo que no le impidió dirigir conciertos de tanto en tanto ni de ocupar puestos como director de orquesta o director musical en diferentes teatros de París como el Teatro del Odeón y la compañía Renaud-Barrault hasta 1968.
El haber frecuentado regularmente directores teatrales franceses y extranjeros (Jean-Louis Barrault, Benno Besson, Matthias Langhoff, Manfred Karge, José Valverde, Jean Prat) fue importante para su desarrollo como compositor para el teatro, cine, televisión. Es sin embargo a través de su creación para el ballet que completa su evolución como compositor para llegar a una obra en la que todos los géneros son abordados. Recordemos sus colaboraciones con coreógrafos como Joseph Lazzini, Serge Keuten y Marcelo Ordóñez.
Destacó como maestro de composición. Su método fue infalible: los mejores alumnos fueron a la vez sus asistentes en una versión moderna de los ateliers de los artistas del renacimiento. La excelencia del método salta a la vista, varios compositores ahora establecidos cuentan entre sus antiguos asistentes-alumnos.
Paralelamente a sus actividades con música de escena, film y teatro, Berghmans compuso numerosas obras para diversas formaciones instrumentales: solos, música de cámara, conciertos, óperas y orquesta. La evolución de su trabajo no se detuvo con los años y se expresó con total plenitud en sus dos últimas obras: concierto para violín y Quatre propositions pour huit violoncelles que fueron concluidas poco antes de morir el 8 de mayo de 1992 en Eclaibes, al norte de Francia a los 71 años de edad.

## Crítica
A propósito de su ópera cómica Gabriel cher Gabriel estrenada en París:
"La música de Berghmans sabe ser lírica y picaresca a voluntad. Sin buscar peras al olmo suena siempre acertada. Ella sabe ser simple sin ser simplista y sabia sin regusto de laboratorio."
"La partitura de José Berghmans, autor de gran número de músicas de escena y de film, es la de un profesional que sabe siempre extraer lo máximo de los instrumentos puestos a su disposición para crear un clima dramático, con un sentido operístico que si bien es tradicional, es eficaz y sin atisbo de vulgaridad."
A propósito de su Concertino para trombón y orquesta:
"Entre las piezas de concurso impuestas por el Conservatorio de París, señalaremos hoy una pieza muy interesante, una pieza de concierto, el Concertino para trombón y orquesta de José Berghmans que debemos recomendar con urgencia a los jóvenes que se preparan a afrontar las pruebas de admisión al Conservatorio. Este Concertino en tres partes contiene un Aria muy expresiva que pone en valor el fraseo con aquella amplitud y generosidad sonoras que parecieran haber sido negadas y que se encuentran casi puras entre los instrumentistas de jazz".

## El musicólogo
- 1955-56: investigación comparativa sobre de los sistemas de enseñanza de las clases de escritura musical estadounidenses frente a la escuela francesa. El reporte fue entregado a la Dirección de Artes y Letras de Francia en 1956 por el Inspector general de la Música.

- Entre 1979 - 1982 como experto de la UNESCO, realizó investigaciones sobre la música andina (Ecuador, Perú, Bolivia).

- Como uno de los resultados de lo anterior, inventó un sistema de escritura y de notación muy preciso para ser usado por etno-musicólogos.

## Estética
"Hé aquí la situación de la creación musical contemporánea: de la pobreza simplista de la música popular al encierro de los creadores contemporáneos y en la mitad los aficionados de música clásica cuyo eclecticismo no se aventura casi más allá de Stravinsky, Debussy o Ravel"
"Yo soy un creador de música contemporánea. En el transcurso de mi carrera de compositor y de director de orquesta he tocado todos los géneros de creación y de investigación musical, de la música de películas a la etno-musicología, de la música de teatro, de ballet a la música electrónica. Esta situación de la música contemporánea me parece inaceptable. La música se estanca y quien dice estancamiento dice retroceso. Yo sé por tanto que esta indiferencia del público no es irremediable. Bastaría con que se le ofrezca una música de dimensiones humanas, una música que esté más cercana de la sintaxis fundamental de los intercambios humanos, una música que se dirija al hombre sin perder de vista su esencia pensante".

## Obras

### Para concierto
| Año       | Obra | Descripción                                | Información | Duración            |
| --------- | --- | ------------------------------------------ | --- | ------------------- |
| 1951      | Symphonie en Fa | Música orquestal                           | | 35:00               |
| 1951      | Concerto grosso para corno, trompeta, trombón soli, orquesta de cuerdas y percusión | Música orquestal                           | Estrenada por la l'O.R.T.F. en 1953 |                     |
| 1954      | Concertino pour trombone | Música orquestal                           | - Obra obligatoria del concurso del C.N.S.M. de París y de numerosos concursos para solistas de trombón y orquesta. - Estrenada por Maurice Suzan con la (O.R.T.F.) dirigida por Serge Baudo           | 20'                 |
| 1956      | Tableaux Forains Siete solos para corno, clarinete, oboe, trombón, flauta, fagot y trompeta con acompañamiento de piano u orquesta de cámara. - Les lutteurs para corno en Fa. - Le Fil-De-Ferriste para clarinete en si b. - Le Labyrinthe para oboe. - La Femme à Barbe para trombón. - Les favorites du Sultan para flauta. - Les Oursons Savantes pour fagot. - La Chenille pour trombón. | Música orquestal (de cámara)               | - Estrenada por la orquesta de Cincinnati en 1958, dirección: Thor Johnson - Estrenada en Francia por la O.S. del Loira en 1976 et 77, dirección: André Girard (con ocasión de animaciones escolares). | 23'                 |
| 1973      | Concerto Lyrique para saxofón alto y orquesta sinfónica | Música orquestal                           | Obra obligatoria del concurso de interpretación musical de Aix-Les-Bains 1974 | 15'                 |
| 1981      | Concertation, diálogo sinfónico para flauta y orquesta - 2o. movimiento Cantilena para flauta indígena, flauta de pan o flauta alto ad libitum | Música orquestal                           | Estrenada en Quito en 1982 por Luciano Carrera e interpretada repetidas veces en diversos escenarios                                                                                                   | 25'                 |
| 1987-1991 | In Memoriam E. Verhulst, para violín y orquesta - 1. Trène, - 2. interlude - 3. rhapsodie | Música orquestal                           | Estrenada en 1992 por R. Szreder, violín y la Orquesta Sinfónica del Conservatorio Real de Mons (Bélgica) bajo la dirección de J. M. Quenon                                                            | 25'                 |
| 1950      | Quatuor a cordes | Música instrumental                        | |                     |
| 1950      | Le jet d'eau, melodía para Soprano (texto de Baudelaire) | vocal                                      | |                     |
| 1967      | Les variations de mai para orquesta de cuerdas | Música instrumental                        | Encomienda y estreno por André Girard para el festival Mayo de Versalles en 1967 | 18'                 |
| 1976-77   | Septuor choregraphique pour saxofón ténor solo, piano concertante y cinco percusionistas | Música instrumental                        | siete movimientos | 45'                 |
| 1979      | Amérindia trío para flauta, piano y percusión. - I) La Mitad del Mundo I. - II) Quilotoa, inmenso lago de cráter que refleja la imagen cambiante del cielo. - III) Ingapirca, el baño del Inca. - IV) Cotopaxi, volcán, montaña ideal con la cima nevada. - V) La Mitad del Mundo II. Coda.                                                                                                   | Música instrumental                        | en homenaje al Ecuador |                     |
| 1982-83   | Trois inventions à une voix pour violon seul | Música solista (violín)                    | |                     |
| 1985      | Questions à Socrate cuarteto para flauta en sol, 2 violas y violoncello | Música instrumental (cuarteto)             | |                     |
| 1990      | Fanfares burlesques et mysterieuses para quinteto de cobres | Música instrumental (quinteto)             | Cinco homenajes a los poetas: Rabelais, Claudel, S. Brandt, V. Hugo, Shakespeare |                     |
| 1992      | Quatre propositions pour huit violoncelles - 1. Lyrique - 2. mécanique - 3. pour un adage - 4. pour conclure | Música instrumental (octeto)               | Encargo y estreno por el ensamble Tempo di Cello en Montreal (Canadá) en 1992 |                     |
| 1953      | La jeune fille au grenier | Música lírica                              | Encargo del Teatro del Capitolio de Tolosa |                     |
| 1985      | Le bal des ardents, Montaje patchwork de extractos de músicas de escenas, sinfónicas, electrónicas y concretas. | Música de ballet                           | Paráfrasis coreográfica de la Grande Pitié du Royaume de France - drama de Maurice Clavel |                     |
| 1967-68   | Ecce Homo para siete percusionistas y orquesta sinfónica | Música de ballet                           | Encargo de la Ópera de Marsella. Estrenada en enero de 1968. Corrientemente ejecutada por muchas agrupaciones de teatro y compañías autónomas de ballet                                                |                     |
| 1968-69   | Ishtar | Música de ballet                           | Encomienda de la Ópera de Marsella |                     |
| 1968-70   | Caryl Chessman ópera en dos partes | Ópera                                      | Encargo del Ministerio de Asuntos Culturales. Libreto de Françoise Mallet-Joris | 2 horas 15 minutos  |
| 1975-76   | Gabriel, cher Gabriel | Ópera cómica de cámara                     | Libreto de E. Rey de Villette. Encomienda de C.L.P.F. Estrenada en mayo de 1976 en el Teatro Gérard Philippe de Saint Denis                                                                            | 55' aproximadamente |
| 1977      | Les Odes Sibyllines para voz de contralto solo, coro mixto, dos pianos y tres percusiones | Música lírica                              | | 12'                 |
| 1978      | El Danzante para solistas, coro y orquesta en dos partes | Oratorio ballet                            | Encomienda de la Compañía Nacional de Danza de Quito (Ecuador). Estrenada en Quito (1979) por la Orquesta Sinfónica Nacional y los coros de Loja. Dirección Ernesto Xancó                              |                     |
| 1980      | L'éloge de l'amour ballet en cuatro partes | Música de ballet                           | Estrenada por la Compañía Serge Keuten en el Festival de 'Atenas de 1980 |                     |
| 1981      | Vendredi ou les limbes du Pacifique | Música de ballet                           | basada en la obra de Michel Tournier |                     |
| 1984      | Bjouron | Música de ballet para niños                | Encomienda de Ch. Taullele | 45'                 |
| 1989-90   | Le Beffroi du Diable | Música de ballet para niños, con canciones | Basado en Historia extraordinaria de Edgar Allan Poe. Estrenada por la Compañía Serge Keuten | 1 heure 15'         |
| 1981      | Vendredi ou les limbes du Pacifique, electroacústica con percusiones | Música electroacústica (mixta)             | Instituto de sicoacústica y Música electrónica - Universidad de Gante (I.P.E.M.) |                     |
| 1983      | Kroukrou, divertimento fúnebre en memoria de un insecto | Música electroacústica                     | I.P.E.M. de Gante | 9'                  |
| 1984      | Bjoroun, electroacústica con percusiones | Música electroacústica (mixta)             | I.P.E.M. |                     |
| 1989-90   | Le Beffroi du Diable, electrónica y canto de niños | Música electrónica (mixta)                 | |                     |

### Para escena, teatro y televisión
(obras principales entre más de 60 filmes para el cine y la televisión; a más de una treintena de obras para escena)
- 1963: La Trilogie de Claudel (L'Otage, Le Pain dur, Le Père humilié).
- 1964: Lucrèce Borgia para el Festival de Marais.
- 1965: Numance para Jean-Louis Barrault en el Odéon.
- 1966: Meurtre dans la cathédrale con Maurice Cazeneuve
- 1968: Les paravents de Jean Genet en el Odéon.
- 1968: Antoine et Cléopâtre para la televisión.
- 1971: Le deuil sied à Électre, trilogía de Oneil para la Orquesta de la Radio y Televisión Francesa (ORTF).
- 1974: Liola de Pirandello (Vieux Colombier. Théâtre de commune.
- 1977: Hamlet para Benno Besson (Aviñón).
- 1986: Don Juan para la Comédie de Ginebra y el Burgtheater de Viena.

- Para Jean Prat (televisión) L'Espagnol,1975, de Bernard Clavel, Le Tambour du Bief, L'embolée belle, Le destin de Rossel, así como la orquestación de Perses, L'ensorcelée (1980) basada en Barbey D'Aurevilly.

- Para Benno Besson en Berlín, Viena, Genebra, Zúrich, Aviñón, París el compuso entre otros: Hamlet, Le malade imaginaire, Don Juan, Le dragon.

- L'ironie du sort 1974, largometraje de Édouard Molinaro.

- La guerre des boutons 1961, largometraje de Yves Robert.

- Les Copains 1965,  largometraje de Yves Robert.

- A Hauteur d'Homme 1981, largometraje de Jean-Marie Piquint.

- Para José Valverde en el Teatro Gérard Philippe de Saint-Denis compuso música para obras de Goldoni, Mirabeau y Shakespeare.

## Ediciones musicales

### Partituras
- Les variations de mai: Ediciones Alphonse Leduc
- Concerto grosso pour trois cuivres: Ed. A. Leduc
- Concertino pour trombone: Ed. A. Leduc
- Tableaux forains: Ed. A. Leduc
- Concerto lyrique para saxo alto: Ed. E.F.M. Billaudot
- Septuor choregraphique: Ed. Choudens
- Gabriel, cher Gabriel (ópera comique de chambre): Ed. Choudens
- Caryl Chessman (ópera): Editorial Boosey-Hawkes

### Discografía
- John Mack, Oboe. Obras de: Saint-Saens, Poulenc, Martin, Jacques Widerkehr, José Berghmans, et Marcel Bitsch (febrero de 1994) Casa: Mastersound. ASIN: B00005YC8N
- José Berghmans, banda original de la música del film La Guerre des boutons de Yves Robert. en Phillips, 1962, ref. 432.762
- José Berghmans - Georges Brassens, banda original de la música del film Les Copains de Édouard Molinaro.1965 en Philips (437.004 BE)

## Escritos

### Escritos de Berghmans
- Berghmans, José. Les systèmes d'enseignement des classes d'écriture musicale américaines face à l'école française. Reporte entregado a la Dirección de Artes y Letras en 1956.

- Berghmans, José. "A music stave for the notation of different musics". Journal of New Music Research (revista antes llamada "Interface"), Volumen 12, No. 4, diciembre de 1983, pp. 525 - 540

## Enlaces

### Externos
- Partituras de José Berghmans (enlace roto disponible en Internet Archive; véase el historial, la primera versión y la última).
- A music stave for the notation of different musics (enlace roto disponible en Internet Archive; véase el historial, la primera versión y la última). Journal of New Music Research
- Filmografía